# NGC 3184
NGC 3184 (również PGC 30087 lub UGC 5557) – galaktyka spiralna z poprzeczką (SBc), znajdująca się w gwiazdozbiorze Wielkiej Niedźwiedzicy. Została odkryta 18 marca 1787 roku przez Williama Herschela.
W NGC 3184 zaobserwowano do tej pory cztery supernowe – SN 1921B, SN 1921C, SN 1937F i SN 1999gi oraz tzw. fałszywą supernową SN 2010dn.